# Britain and Ireland's Next Top Model (ottava edizione)
L'ottava stagione di "Britain & Ireland's Next Top Model" è andata in onda sul canale "Sky Living" dal 9 luglio al 1º ottobre 2011, sotto la conduzione della modella australiana Elle Macpherson, presente anche in qualità di giudice; con lei, riconfermato lo stilista Julien MacDonald, mentre fanno il loro ingresso il modello Tyson Beckford e la modella, stilista e presentatrice Whitney Port, entrambi statunitensi.
In questa edizione, 20 aspiranti candidate ricevono la notizia che dovranno immediatamente volare verso Dubai, negli Emirati Arabi Uniti; giunte qui, due di loro decidono di lasciare la gara, mentre le 18 semifinaliste restanti si contendono i posti da finaliste tramite un servizio fotografico. 13 sono alla fine le concorrenti che entrano a far parte del programma, (14 vengono selezionate, ma la concorrente Milly Raven abbandona il gioco per motivi personali, non venendo inclusa nella sigla di apertura, né venendo sostituita da nessun'altra concorrente).
La vincitrice è stata la diciottenne Letitia Herod di Surrey, Inghilterra, la quale ha portato a casa un contratto con l'agenzia "Models 1", un servizio con copertina per la rivista "Company Magazine", un contratto con la "Revlon", un viaggio pagato con sistemazione all'Hotel Atlantis di Dubai, un appartamento al numero 51 di Buckingham Gate e una campagna pubblicitaria per "Miss Selfridge".
Le destinazioni internazionali di questa edizione sono state Dubai, negli Emirati Arabi Uniti, Parigi, in Francia e Toronto, in Canada.

## Concorrenti
(L'età si riferisce al tempo della messa in onda del programma)
| Concorrente          | Età | Altezza | Provenienza               | Posizionamento |
| -------------------- | --- | ------- | ------------------------- | -------------- |
| Amelia "Milly" Raven | 18  | 177 cm  | Leicester, Inghilterra    | 14. (ritirata) |
| Emma Sharratt        | 18  | 177 cm  | Newcastle, Inghilterra    | 13.            |
| Penelope Williamson  | 19  | 175 cm  | Leeds, Inghilterra        | 12.            |
| Tasmin Golding       | 21  | 181 cm  | Londra, Inghilterra       | 11.            |
| Anne Winterburn      | 23  | 179 cm  | Bedfordshire, Inghilterra | 10.            |
| Kellie Forde         | 21  | 179 cm  | Cork, Irlanda             | 9.             |
| Jennifer Joint       | 19  | 178 cm  | Hampshire, Inghilterra    | 8.             |
| Madeleine Taga       | 20  | 181 cm  | Londra, Inghilterra       | 7.             |
| Roxanne O'Connor     | 22  | 175 cm  | Londra, Inghilterra       | 6.             |
| Risikat Oyebade      | 22  | 175 cm  | Londra, Inghilterra       | 5.             |
| Lisa Madden          | 18  | 172 cm  | Cork, Irlanda             | 4.             |
| Anita Kaushik        | 19  | 175 cm  | Southampton, Inghilterra  | 3.             |
| Emma Grattidge       | 19  | 173 cm  | Swansea, Galles           | 2.             |
| Letitia Herod        | 18  | 174 cm  | Surrey, Inghilterra       | Vincitrice     |

### Ordine di chiamata
| 1  | Emma G.   | Anne      | Roxanne   | Emma G.   | Anita     | Lisa      | Emma G.   | Risikat   | Lisa    | Anita   | Anita   | Emma G. | Letitia |  |  |  |  |  |  |  |  |  |  |  |  |
| 2  | Jennifer  | Lisa      | Emma G.   | Roxanne   | Lisa      | Roxanne   | Anita     | Anita     | Anita   | Emma G. | Emma G. | Letitia | Emma G. |  |  |  |  |  |  |  |  |  |  |  |  |
| 3  | Letitia   | Roxanne   | Letitia   | Letitia   | Letitia   | Jennifer  | Lisa      | Emma G.   | Risikat | Letitia | Letitia | Anita   |         |  |  |  |  |  |  |  |  |  |  |  |  |
| 4  | Kellie    | Letitia   | Lisa      | Lisa      | Risikat   | Risikat   | Roxanne   | Letitia   | Emma G. | Lisa    | Lisa    |         |         |  |  |  |  |  |  |  |  |  |  |  |  |
| 5  | Milly     | Kellie    | Risikat   | Jennifer  | Kellie    | Anita     | Letitia   | Lisa      | Letitia | Risikat |         |         |         |  |  |  |  |  |  |  |  |  |  |  |  |
| 6  | Tasmin    | Anita     | Anne      | Anita     | Jennifer  | Letitia   | Risikat   | Roxanne   | Roxanne |         |         |         |         |  |  |  |  |  |  |  |  |  |  |  |  |
| 7  | Lisa      | Emma G.   | Anita     | Madeleine | Madeleine | Emma G.   | Madeleine | Madeleine |         |         |         |         |         |  |  |  |  |  |  |  |  |  |  |  |  |
| 8  | Roxanne   | Risikat   | Madeleine | Kellie    | Roxanne   | Madeleine | Jennifer  |           |         |         |         |         |         |  |  |  |  |  |  |  |  |  |  |  |  |
| 9  | Anne      | Madeleine | Kellie    | Risikat   | Emma G.   | Kellie    |           |           |         |         |         |         |         |  |  |  |  |  |  |  |  |  |  |  |  |
| 10 | Madeleine | Jennifer  | Jennifer  | Anne      | Anne      |           |           |           |         |         |         |         |         |  |  |  |  |  |  |  |  |  |  |  |  |
| 11 | Anita     | Penelope  | Tasmin    | Tasmin    |           |           |           |           |         |         |         |         |         |  |  |  |  |  |  |  |  |  |  |  |  |
| 12 | Emma S.   | Tasmin    | Penelope  |           |           |           |           |           |         |         |         |         |         |  |  |  |  |  |  |  |  |  |  |  |  |
| 13 | Penelope  | Emma S.   |           |           |           |           |           |           |         |         |         |         |         |  |  |  |  |  |  |  |  |  |  |  |  |
| 14 | Risikat   |           |           |           |           |           |           |           |         |         |         |         |         |  |  |  |  |  |  |  |  |  |  |  |  |

- Il primo episodio vede la presentazione delle 20 semifinaliste e la prima eliminazione da 18 a 17 (due concorrenti avevano precedentemente lasciato la gara)
- Nel secondo episodio, l'ordine di chiamata per la scelta delle 14 finaliste è casuale; a fine episodio viene annunciato che Milly ha lasciato la competizione per motivi personali

     La concorrente si ritira
     La concorrente è stata eliminata
     La concorrente ha vinto la competizione

### Servizi
- Episodio 1: Modamare in gruppo (casting)
- Episodio 2: Spose arabe (casting)
- Episodio 3: Sospese in coppia
- Episodio 4: Sexy carcerate per orologi "Baby G"
- Episodio 5: Servizio "Club per gentiluomini"
- Episodio 6: Con modelli per "Impulse"
- Episodio 7: Scatti in bianco e nero con "Rizzle Kicks"
- Episodio 8: Alta moda in lavanderia con modelli
- Episodio 9: Bambole di porcellana
- Episodio 10: Scatti con tarantole; Beauty shoots per "Revlon"
- Episodio 11: Abiti "Miss Selfridge" alle Cascate del Niagara
- Episodio 12: Scatti al lago Muskoka
- Episodio 13: Principesse nomadi a cavallo

### Giudici
- Elle Macpherson
- Julien MacDonald
- Tyson Beckford
- Whitney Port